# Will Ferrell
John William Ferrell (Irvine, 16 luglio 1967) è un attore, comico e produttore cinematografico statunitense.
Divenne noto in patria come comico del Saturday Night Live. A partire dagli anni 2000, è entrato nel gruppo comico Frat Pack, insieme agli attori Ben Stiller, Owen Wilson, Vince Vaughn, Luke Wilson, Jack Black e Steve Carell, coi quali ha recitato in film come Zoolander, Old School, Anchorman - La leggenda di Ron Burgundy, Starsky & Hutch, 2 single a nozze, Anchorman 2 - Fotti la notizia.
Altri suoi film noti includono Elf - Un elfo di nome Buddy (2003), Melinda e Melinda (2004), Blades of Glory (2007), Fratellastri a 40 anni (2008), I poliziotti di riserva (2010), The LEGO Movie (2014), Daddy's Home (2015), Barbie (2023) e Cattivissimo me 4 (2024). 

## Biografia
Il suo successo negli Stati Uniti inizia con la partecipazione al Saturday Night Live, di cui diventa una colonna portante e si consolida nel tempo con la partecipazione a un gran numero di film campioni di incassi negli Stati Uniti. Nel 1999 partecipò al film Superstar. Ferrell fa parte di un gruppo non ufficiale di attori americani denominato Frat Pack dalla stampa cinematografica. Il gruppo include, tra gli altri, Ben Stiller e Owen Wilson.
L'ingresso di Ferrell nel Frat Pack avviene in seguito alla sua partecipazione alla pellicola Zoolander (2001), nella quale Stiller e Wilson ricoprono il ruolo di protagonisti e Ferrell quello dello stilista malvagio Mugatu. La sua filmografia come membro del Frat Pack include altri film come Old School (2003), Starsky & Hutch (2004), Anchorman - La leggenda di Ron Burgundy (2004) e 2 single a nozze - Wedding Crashers (2005). Sempre nel 2001 partecipa al doppiaggio della serie animata The Oblongs.
Nel 2005 è candidato al Razzie Awards al peggior attore protagonista dell'anno in Vita da strega e Derby in famiglia, conquistando il Razzie Awards alla peggior coppia insieme con Nicole Kidman. Nel 2007 la rivista di cinema Nocturno ha realizzato il primo dossier completo dedicato al fenomeno del Frat Pack; nello stesso anno ha creato il sito di produzione Funny or Die. Nel 2009 compare nell'ottavo episodio della quarta stagione di Uomo vs. Natura, dove attraversa il deserto ghiacciato della Svezia insieme all'avventuriero Bear Grylls.
Nel 2012 partecipa alla commedia Candidato a sorpresa al fianco di Zach Galifianakis, mentre nel 2013 fa un cameo ne Gli stagisti, con Owen Wilson e Vince Vaughn, e torna a interpretare Ron Burgundy nel sequel di Anchorman - La leggenda di Ron Burgundy, intitolato Anchorman 2 - Fotti la notizia. Nel 2016 torna a interpretare il perfido stilista Mugatu in Zoolander 2 al fianco di Ben Stiller e Owen Wilson. Nel 2023 recita in Barbie di Greta Gerwig, mentre nel 2024 dà la voce al supercriminale Maxime Le Mal nel film Cattivissimo me 4.

## Vita privata
Ferrell è sposato dal 2000 con l'attrice Viveca Paulin; i due hanno tre figli. Grande appassionato di calcio, è un tifoso e investitore del Los Angeles Football Club.

## Filmografia

### Attore

#### Cinema
- Austin Powers - Il controspione (Austin Powers: International Man of Mystery), regia di Jay Roach (1997)
- A Night at the Roxbury, regia di John Fortenberry (1998)
- The Thin Pink Line, regia di Joe Dietl e Michael Irpino (1998)
- The Suburbans - Ricordi ad alta fedeltà (The Suburbans), regia di Donal Lardner Ward (1999)
- Austin Powers - La spia che ci provava (Austin Powers: The Spy Who Shagged Me), regia di Jay Roach (1999)
- Le ragazze della Casa Bianca (Dick), regia di Andrew Fleming (1999)
- Superstar, regia di Bruce McCulloch (1999)
- Chi ha ucciso la signora Dearly? (Drowing Mona), regia di Nick Gomez (2000)
- The Ladies Man - L'idolo delle donne (The Ladies Man), regia di Reginald Hudlin (2000)
- Zoolander, regia di Ben Stiller (2001)
- Jay & Silent Bob... Fermate Hollywood! (Jay and Silent Bob Strike Back), regia di Kevin Smith (2001)
- Boat Trip, regia di Mort Nathan (2002) – cameo non accreditato
- Old School, regia di Todd Phillips (2003)
- Elf - Un elfo di nome Buddy (Elf), regia di Jon Favreau (2003)
- Starsky & Hutch, regia di Todd Phillips (2004)
- Anchorman - La leggenda di Ron Burgundy (Anchorman: The Legend of Ron Burgundy), regia di Adam McKay (2004)
- Wake Up, Ron Burgundy: The Lost Movie, regia di Adam McKay (2004)
- Melinda e Melinda, regia di Woody Allen (2004)
- Derby in famiglia (Kicking & Screaming), regia di Jesse Dylan (2005)
- The Wendell Baker Story - Un imbroglione innamorato (The Wendell Baker Story), regia di Luke e Andrew Wilson (2005)
- Vita da strega (Bewitched), regia di Nora Ephron (2005)
- 2 single a nozze - Wedding Crashers (Wedding Crashers), regia di David Dobkin (2005)
- Winter Passing, regia di Adam Rapp (2005)
- The Producers - Una gaia commedia neonazista (The Producers), regia di Susan Stroman (2005)
- Vero come la finzione (Stranger Than Fiction), regia di Marc Forster (2006)
- Ricky Bobby - La storia di un uomo che sapeva contare fino a uno (Talladega Nights: The Ballad of Ricky Bobby), regia di Adam McKay (2006)
- Blades of Glory - Due pattini per la gloria (Blades of Glory), regia di Will Speck e Josh Gordon (2007)
- Semi-Pro, regia di Kent Alterman (2008)
- Fratellastri a 40 anni (Step Brothers), regia di Adam McKay (2008)
- Land of the Lost, regia di Brad Silberling (2009)
- La concessionaria più pazza d'America (The Goods: Live Hard, Sell Hard), regia di Neal Brennan (2009)
- I poliziotti di riserva (The Other Guys), regia di Adam McKay (2010)
- Everything Must Go, regia di Dan Rush (2010)
- Casa de mi padre, regia di Matt Piedmont (2012)
- Candidato a sorpresa (The Campaign), regia di Jay Roach (2012)
- Tim and Eric's Billion Dollar Movie, regia di Tim Heidecker e Eric Wareheim (2012)
- Gli stagisti (The Internship), regia di Shawn Levy (2013) – cameo
- Anchorman 2 - Fotti la notizia (Anchorman 2: The Legend Continues), regia di Adam McKay (2013)
- The LEGO Movie, regia di Phil Lord e Christopher Miller (2014)
- Duri si diventa (Get Hard), regia di Etan Cohen (2015)
- Daddy's Home, regia di Sean Anders e John Morris (2015)
- Zoolander 2, regia di Ben Stiller (2016)
- Casa Casinò (The House), regia di Andrew J. Cohen (2017)
- Daddy's Home 2, regia di Sean Anders (2017)
- Holmes & Watson - 2 de menti al servizio della regina (Holmes & Watson), regia di Etan Cohen (2018)
- The LEGO Movie 2 - Una nuova avventura (The LEGO Movie 2: The Second Part), regia di Mike Mitchell (2019)
- Between Two Ferns - Il film (Between Two Ferns: The Movie), regia di Scott Aukerman (2019)
- Zeroville, regia di James Franco (2019)
- Downhill, regia di Nat Faxon e Jim Rash (2020)
- Eurovision Song Contest - La storia dei Fire Saga (Eurovision Song Contest: The Story of Fire Saga), regia di David Dobkin (2020)
- Spirited - Magia di Natale (Spirited) regia di Sean Anders (2022)
- Barbie, regia di Greta Gerwig (2023)
- Quiz Lady, regia di Jessica Yu (2023)
- Un matrimonio di troppo (You're Cordially Invited), regia di Nicholas Stoller (2025)

#### Televisione
- Eastbound & Down – serie TV, 5 episodi (2009-2012)
- Uomo vs. Natura – serie TV, 1 episodio (2009)
- 30 Rock – serie TV, 3 episodi 4x17-4x20 (2010)
- The Office – serie TV, 4 episodi (2011)
- The Spoils of Babylon – miniserie TV, 6 episodi (2014)
- The Last Man on Earth - serie TV, 1 episodio (2015)
- The Shrink Next Door – miniserie TV, 8 episodi (2021)
- The Boys – serie TV, episodio 4x02 (2024)

### Doppiatore
- Catastrofici castori – serie animata, episodio 1x13 (1997)
- Hercules – serie animata, episodio 1x29 (1998)
- Curioso come George (Curious George), regia di Matthew O'Callaghan (2006)
- Megamind regia di Tom McGrath (2010)
- The LEGO Movie, regia di Phil Lord e Christopher Miller (2014)
- The LEGO Movie 2 - Una nuova avventura (The LEGO Movie 2: The Second Part), regia di Mike Mitchell (2019)
- Doggy Style - Quei bravi randagi (Strays), regia di Josh Greenbaum (2023)
- Cattivissimo me 4 (Despicable Me 4), regia di Chris Renaud (2024)

### Produttore
- The Wedding Party (Bachelorette), regia di Leslye Headland (2012)
- Candidato a sorpresa (The Campaign), regia di Jay Roach (2012)
- Hansel & Gretel - Cacciatori di streghe (Hansel and Gretel: Witch Hunters), regia di Tommy Wirkola (2013)
- Tammy, regia di Ben Falcone (2014)
- Welcome to Me, regia di Shira Piven (2014)
- Duri si diventa (Get Hard), regia di Etan Cohen (2015)
- Daddy's Home, regia di Sean Anders e John Morris (2015)
- Casa Casinò, regia di Andrew J. Cohen (2017)
- LA to Vegas – serie TV (2018)
- Succession – serie TV (2018-2023)
- Holmes & Watson - 2 de menti al servizio della regina (Holmes & Watson), regia di Etan Cohen (2018)
- Vice - L'uomo nell'ombra (Vice), regia di Adam McKay (2018)
- Ibiza, regia di Alex Richanbach (2018)
- La rivincita delle sfigate (Booksmart), regia di Olivia Wilde (2019)
- Amiche per la morte - Dead to Me (Dead to Me) – serie TV (2019-2022)
- Eurovision Song Contest - La storia dei Fire Saga (Eurovision Song Contest: The Story of Fire Saga), regia di David Dobkin (2020)
- Motherland: Fort Salem – serie TV (2020-2022)
- Barb & Star Go to Vista Del Mar, regia di Josh Greenbaum (2021)
- La donna nella casa di fronte alla ragazza dalla finestra (The Woman in the House Across the Street from the Girl in the Window) – miniserie TV, regia di Michael Lehmann (2022)
- Spirited - Magia di Natale (Spirited), regia di Sean Anders (2022)
- The Menu, regia di Mark Mylod (2022)
- Theater Camp - Un'estate a tutto volume (Theater Camp), regia di Molly Gordon e Nick Lieberman (2023)
- May December, regia di Todd Haynes (2023)
- No Good Deed – serie TV (2024)

## Doppiatori italiani
Nelle versioni in italiano delle opere in cui ha recitato, Will Ferrell è stato doppiato da:
- Pino Insegno in Zoolander, Elf - Un elfo di nome Buddy, Starsky & Hutch, Anchorman - La leggenda di Ron Burgundy, Melinda e Melinda, Vita da strega, 2 single a nozze - Wedding Crashers, The Producers - Una gaia commedia neonazista, Vero come la finzione, Ricky Bobby - La storia di un uomo che sapeva contare fino a uno, Blades of Glory - Due pattini per la gloria, Semi-Pro, Fratellastri a 40 anni, Land of the Lost, I poliziotti di riserva, Candidato a sorpresa, Gli stagisti, Anchorman 2 - Fotti la notizia, The LEGO Movie[1], Duri si diventa, Daddy's Home, Zoolander 2, Casa Casinò, Daddy's Home 2, Holmes & Watson - 2 de menti al servizio della regina, The LEGO Movie 2 - Una nuova avventura[1], Between Two Ferns - Il film, Zeroville, Downhill, Eurovision Song Contest - La storia dei Fire Saga, The Shrink Next Door, Spirited - Magia di Natale[2], Barbie, Quiz Lady, Un matrimonio di troppo
- Roberto Draghetti in Austin Powers - Il controspione, The Office
- Danilo De Girolamo in A Night at the Roxbury, Jay & Silent Bob... Fermate Hollywood!
- Massimo De Ambrosis in Le ragazze della Casa Bianca, Welcome to Wrexham
- Vittorio De Angelis in The Suburbans - Ricordi ad alta fedeltà
- Angelo Nicotra in Austin Powers - La spia che ci provava
- Claudio Capone in Superstar
- Carlo Cosolo in Chi ha ucciso la signora Dearly?
- Nicola Marcucci in The Ladies Man - L'idolo delle donne
- Sergio Lucchetti in Boat Trip
- Gianluca Tusco in Old School
- Teo Bellia in Derby in famiglia
- Dario Oppido in The Wendell Baker Story
- Alessandro Ballico in 30 Rock (ep. 4x17)
- Tony Sansone in La concessionaria più pazza d'America
- Giorgio Locuratolo in The Boys

Da doppiatore è sostituito da:
- Pino Insegno in The LEGO Movie, The LEGO Movie 2 - Una nuova avventura
- Roberto Pedicini in Megamind, Megamind - Il bottone col botto
- Paolo Buglioni in I Griffin
- Giorgio Bonino in The Oblongs
- Oreste Baldini in Curioso come George
- Massimo De Ambrosis in Doggy Style - Quei bravi randagi
- Stefano Accorsi in Cattivissimo me 4